# Identité de genre

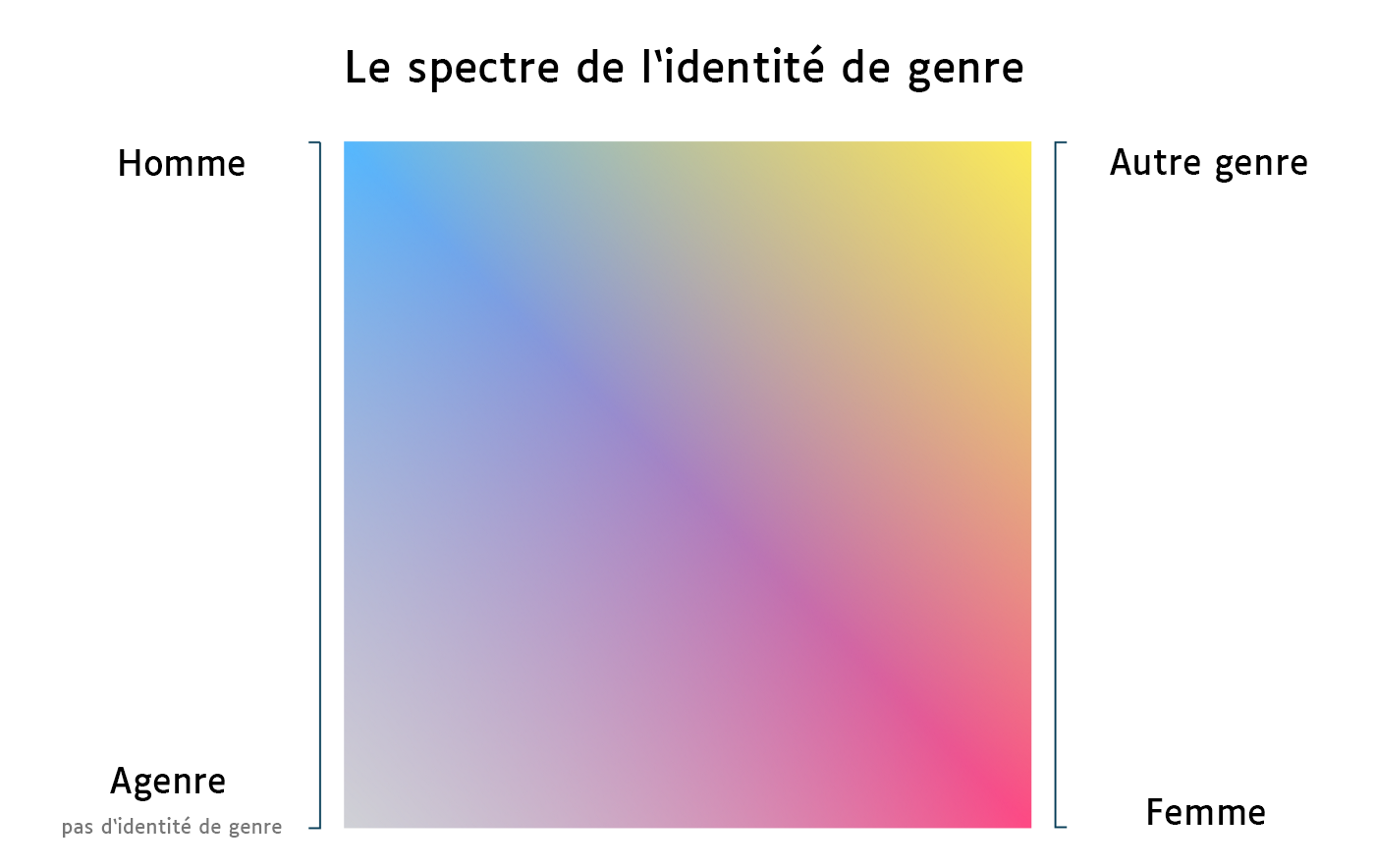
Représentation de différentes identités de genre sous la forme d'un spectre à deux dimensions

Ne doit pas être confondu avec Expression de genre, Identité sexuelle ou Orientation sexuelle.
L'identité de genre (ou identité sexuée) d'une personne est la catégorie de genre à laquelle elle estime appartenir,,,. On peut par exemple se concevoir comme une femme, un homme, ou une personne non-binaire. Dans le cas où l'identité de genre correspond au sexe assigné à la naissance, on parle de cisidentité ou de personne cisgenre. Dans le cas contraire, on parle de transidentité ou de personne transgenre.
Dans les années 1960, de premières études de psychologie décrivent comment l'identité de genre se développe au cours de l'enfance. Ces études participent à faire émerger le concept. Aujourd'hui, la discrimination selon l'identité de genre est interdite par la loi dans plusieurs pays.

## Dénomination
Le terme « gender identity » a été introduit par Robert Stoller lors du Congrès Psychoanalytique International de Stockholm de 1963.
En français, le terme d'« identité sexuelle » était parfois utilisé pour désigner l'identité de genre. Cet usage est déconseillé et plus rare aujourd'hui : l'identité sexuelle désigne plutôt la dimension identitaire de l'orientation sexuelle.

## Historique

### Recherches universitaires
Aux États-Unis, des médecins qui étudient les personnes intersexes et transsexuelles pendant les années 1950 et 1960 introduisent la notion d'identité de genre pour différencier le sexe biologique mâle/femelle du sexe psycho-social, genre déterminé par la culture.
Le Gender Identity Research Project est fondé en 1958 à l'Université de Californie à Los Angeles pour étudier les personnes intersexuées et les personnes transgenres.
Le psychanalyste Robert Stoller parle de beaucoup des résultats de leurs analyses dans son livre Sex and Gender: On the Development of Masculinity and Femininity (1968).
Le psychoendocrinologiste John Money a également joué un rôle important dans le développement des premières théories concernant l'identité de genre. Son travail à la clinique de l'identité de genre à l'Université Johns-Hopkins (établie en 1965) développa et fit connaître la théorie interactionniste de l'identité de genre qui suggère que l'identité de genre reste fluide et sujette à négociation constante jusqu'à un certain âge. Son livre Man and Woman, Boy and Girl, fut très utilisé dans les universités. Les travaux de John Money ont fait l'objet de nombreuses et vives critiques (voir également David Reimer).

### Définitions juridiques
Les principes de Yogyakarta, document de 2007 sur l'application du droit international des droits de l'Homme en matière d’orientation sexuelle et d’identité de genre, donnent une définition de l'identité de genre. L'identité de genre y est définie comme faisant référence à l'expérience intime et personnelle de son genre profondément vécue par chacun, qu'elle corresponde ou non au sexe assigné à la naissance, y compris la conscience personnelle du corps (qui peut impliquer, si consentie librement, une modification de l'apparence ou des fonctions corporelles par des moyens médicaux, chirurgicaux ou autres) et d'autres expressions du genre, y compris l'habillement, le discours et les manières de se conduire. Son Principe 18 refuse la classification de l'identité de genre comme maladie mentale et l'« Annotation de jurisprudence sur les Principes de Yogyakarta » dénonce cette classification comme une cause des maltraitances médicales y compris l'électroconvulsivothérapie.
Plusieurs pays ont défini l'identité de genre dans leur législation. C'est le cas notamment de l'Argentine, à travers la loi sur l'identité de genre de 2012.
En France, l'identité de genre est un critère de discrimination selon l'article 225-1 du code pénal. 

## Développement et évolution de l’identité de genre chez l’individu

### Durant l’enfance
La théorie de l'apprentissage social d'Albert Bandura rend compte de certains des aspects de l'identité de genre. Cette théorie directement inspirée du béhaviorisme met l'accent sur le rôle de l'imitation de modèles de comportement. Bandura défendait l'idée que les enfants imitaient plus fréquemment les modèles de leur sexe. Cette théorie cependant ne fournit pas une explication exhaustive de tous les processus psychologiques et biologiques impliqués[réf. non conforme].
Lawrence Kohlberg, dans les années 1960, a proposé un modèle cognitif expliquant et décrivant le développement de l'identité de genre. Entre deux ans et trois ans et demi, stade de l'identité de genre de base (basic gender identity), l'enfant devient conscient qu'il appartient à un genre particulier, garçon ou fille. L'enfant apprend d'abord le label qui lui correspond (garçon ou fille) et découvre ensuite que les mêmes termes s'appliquent à d'autres personnes. Au stade suivant, le stade de la stabilité du genre (trois ans et demi à quatre ans et demi), l'enfant comprend que le sexe est permanent, mais il pense aussi qu'en changeant d'apparence (un garçon se déguisant en fille et vice-versa), le sexe change. Les confusions liées aux apparences sont communes à cet âge : un chat n'est plus forcément un chat si l'expérimentateur le coiffe d'un masque de chien. Enfin, vers quatre ans et demi à sept ans, au stade de consistance du genre (gender consistency) l'enfant se rend compte que le sexe ne change jamais, quelle que soit la situation. La théorie de Kohlberg postule que lorsque l'enfant apprend qu'il est un garçon ou une fille, il cherche des informations en accord avec son sexe et agit en fonction de ces données.
La théorie du schème du genre de Sandra Bem s'inspire de l'approche de la théorie sociale cognitive de Bandura et de la psychologie du développement cognitif de Jean Piaget dont elle emprunte le concept de schème. Le schème du genre est « une représentation mentale d'un ensemble de comportements qui aide l'enfant à traiter l'information relative à ce que signifie être un garçon ou une fille ». Bem propose que l'enfant développe un schème du genre en observant dans son environnement comment la société catégorise les personnes en fonction de leur genre. Une fois que l'enfant réalise à quel genre il appartient, il ajuste son comportement à ce schème. Cependant, cette théorie souffre de plusieurs limites. Elle prédit que l'enfant développe des comportements de plus en plus stéréotypés à mesure que des connaissances sur les genres masculin et féminin se consolident, or plusieurs chercheurs observent que c'est l'inverse qui se produit et que l'enfant comprend de mieux en mieux la complexité des rôles et intègre mieux les informations contradictoires sur les sexes (Bussey et Bandura, 1999 ; Martin et Ruble, 2004).

### Dysphorie de genre, non binarité et transidentité
Certains individus éprouvent un inconfort entre leur genre assigné à la naissance et leur identité de genre intimement ressentie, notamment les personnes transgenres, non-binaires et une partie des personnes intersexes. Cette souffrance est la dysphorie de genre.
Les personnes intersexes sont nées avec des caractéristiques sexuelles qui ne correspondent pas aux définitions typiques de « mâle » et « femelle ». Elles peuvent donc parfois être classées selon un genre ressenti comme inadapté ou étranger. Les causes de la transidentité sont moins bien établies ; elles ont été le sujet de beaucoup de conjectures et aucune théorie psychologique n'a fait consensus. Les théories se basant sur une différence sexuelle dans le cerveau sont relativement récentes et difficiles à mener car elles requièrent une analyse destructive des structures internes du cerveau.
Les personnes transgenre peuvent mener une transition de genre, à la fois sociale, administrative et médicale. La chirurgie de réassignation sexuelle permet aux personnes trans qu'une intervention médicale modifie leurs organes génitaux.

## Troisième genre

### Liminalité du genre en Polynésie
Dans certaines cultures polynésiennes, certains individus (fa'afafine aux Samoa, fakaleiti aux Tonga, mahu en Polynésie française…) se situent à la frontière entre le genre masculin et le genre féminin. Ces personnes sont biologiquement mâles mais se comportent de manière considérée comme typiquement féminine. Selon Tamasailau Sua'ali'i, les fa'afafine de Samoa sont physiologiquement incapables de reproduction. Les fa'afafine sont acceptés en tant qu'un genre naturel et ne sont ni discriminés ni méprisés. Les fa'afafine renforcent leur féminité par le fait qu'elles ne sont attirées que par les hommes hétérosexuels et attirent uniquement l'attention de ceux-ci. Elles ont été (et sont toujours) initialement reconnues par leur choix de travail, les fa'afafine exécutent les travaux de maison identifiés comme féminins.
En anthropologie, le terme troisième genre a souvent été utilisé pour catégoriser ces personnes. Toutefois, l'anthropologue Niko Besnier estime qu'il s'agit davantage d'une liminalité du genre, ces individus se trouvant à la frontière entre les catégories masculin et féminin sans pour autant sortir de cette binarité de genre. Certaines de ces personnes se reconnaissent également comme des personnes transgenres, sans que leur identité ne recoupe totalement les catégories occidentales LGBTQIA+.

### Hijra
Dans la culture du sous-continent indien, un hijra n'est considéré ni homme ni femme. La plupart sont biologiquement hommes ou intersexués, mais certains sont biologiquement femmes.

## Discriminations et violences basées sur l’identité de genre
Des thérapies de conversion existent pour tenter de changer l'identité de genre de personnes trans. Toutefois, ces thérapies de conversion n'ont aucune base scientifique et constituent une violence pour les personnes qui les subissent. En France, des discussions parlementaires sont en cours en 2019 pour les faire interdire. Le 14 décembre 2021, la loi d'interdiction des thérapies de conversion est adoptée, inscrivant dans le code pénal un délit spécifique, passible de 2 ans d'emprisonnement et de 30 000 € d'amende.